# Militärhundezentrum Kaisersteinbruch

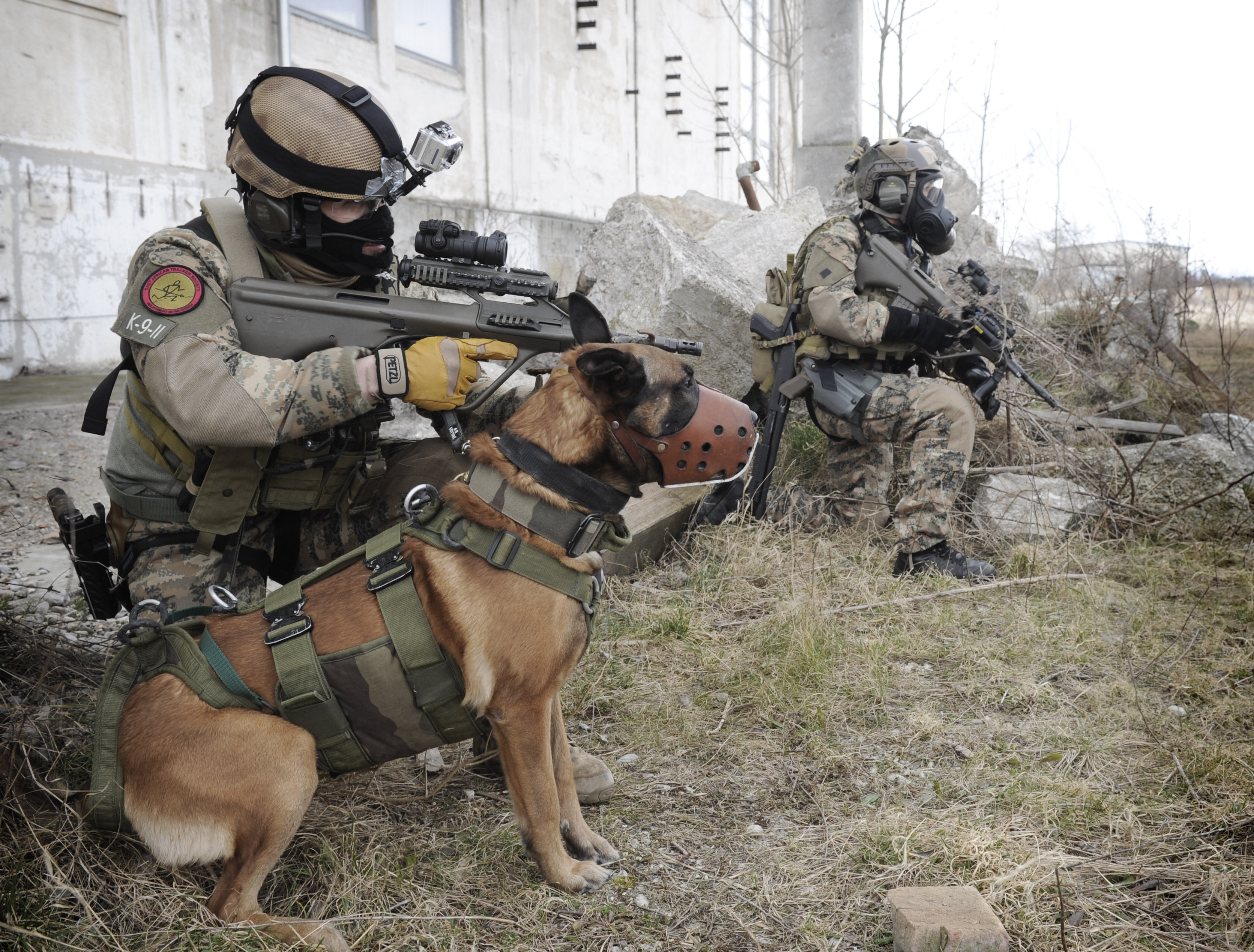
Hund am Übungsplatz Tritolwerk

Das Militärhundezentrum Kaisersteinbruch (MilHuZ), gegründet 1964, ist die einzige Ausbildungs- und Züchtungsstätte für Militärdiensthunde in Österreich und mit über 1500 gezüchteten und eingesetzten Hunden die größte Rottweilerzucht der Welt. Es gehört zum Befehlsbereich des Kommandos Streitkräftebasis. Bis 2007 wurde es Militärhundestaffel (MilHuSta) genannt.

## Geschichte
Der Beginn des österreichischen Militärhundewesens geht auf das Jahr 1914, dem Beginn des Ersten Weltkrieges zurück, als die k.k. Kriegshundeschule in Wien-Währing gegründet wurde. Nach dem Zusammenbruch der Donaumonarchie 1918 wurde erst 46 Jahre später, im Jahr 1964, eine Militärhundestaffel in Kaisersteinbruch, im Bundesland Burgenland gegründet. Die Unterbringung erfolgte zum Teil in Baracken des Lagers 3 des ehemaligen Kriegsgefangenenlagers Stalag XVII A. Als Grundstock dienten vier Deutsche Schäferhunde der Zollwache. Der erste im Bundesheer registrierte Hund (Stammrollennummer 1) war der Deutsche Schäferrüde „Haris“, der erste Rottweiler war die Hündin „Assi von der Mais“ (Stammrollennummer 22). In der Folge prägte die Militärhundestaffel die Rottweilerzucht maßgeblich mit. Anfangs im Lager II (einem Barackenlager) untergebracht, wurde die Militärhundestaffel infrastrukturell erweitert, u. a. um mehrere Zwinger. Mit dem Neubau eines kombinierten Zwinger- und Verwaltungsobjektes im Jahre 1990, erreichte die Infrastruktur den höchsten Ausbaustand. Die Baulichkeiten, mit einer Fläche von ungefähr acht Hektar, entsprechen den modernen Standards tierschutzgerechter Hundehaltung. Das ermöglicht der Militärhundestaffel die gleichzeitige Haltung von ca. 110 Hunden. 2007 wurde die Militärhundestaffel in Militärhundezentrum umbenannt. Das Militärhundezentrum erreichte zahlreiche Erfolge bei Rettungs- und Diensthundemeisterschaften, ebenso viele Bundes- und Zuchtgruppensiege. Am 31. Mai 2007 wurde das Zentrum zur „Unit of the Year“, als beste und innovativste Einheit des Bundesheeres im Jahr 2007 gekürt. Am 14. August 2024 fand die 60–Jahrfeier des Militärhundezentrums im Beisein der Verteidigungsministerin Klaudia Tanner statt.

## Aufgaben und Einsatz
Derzeit stehen Militärhunde bei den Landstreitkräften (Kommando Militärstreife & Militärpolizei, Truppenübungsplätze), dem Kommando Einsatzunterstützung, dem Amt für Rüstungs- und Wehrtechnik, dem Heeres-Nachrichtenamt, dem Kommando Spezialeinsatzkräfte und den Auslandskontingenten im Einsatz. Hunde werden zur Bewachung in Gebieten höchster Sicherungsstufe, wie etwa technischen Anlagen, Flughäfen, Munitionslagern und Sperrgebieten, eingesetzt. Zudem werden Suchhunde zum Auffinden von Drogen und Sprengstoff ausgebildet. Ihr Einsatz erfolgt unter anderem auch beim UN-Kontingent in den Truppentrennungszonen zwischen Syrien und Israel sowie auf dem Balkan (vier Hunde sind ständig im Auslandseinsatz auf den Golanhöhen bzw. im Kosovo stationiert). Aufgrund verschiedener Vorhaben und Projekte (Crowd and Riot Control, Minensuche, Rettungshunde, …) kommen verstärkt Militärhunde im Ausland zum Einsatz.

## Rassen und Ausbildung
Unter Ausnutzung der Prägungsphasen werden die Welpen bereits ab der 5. Lebenswoche durch eigenes Personal spielerisch auf ihre künftigen Aufgaben vorbereitet. Die umfangreiche Palette beinhaltet das Kennenlernen ihres Umfeldes und verschiedener Umwelteinflüsse sowie die Sozialisierung mit anderen Hunden und Menschen. Einige Monate vor Kursbeginn erhält der Hundeführer seinen zukünftigen Diensthund zur Angewöhnung. Die Tauglichkeit für den Einsatz als Militärhund ist, wenn alle gesundheitlichen und wesensmäßigen Voraussetzungen stimmen, mit frühestens zwölf und durchschnittlich 15 Monaten gegeben. Dann beginnt die eigentliche Ausbildung, welche in Kursform in der Dauer von ca. drei Monaten zweimal jährlich beim Militärhundezentrum in Kaisersteinbruch stattfindet und vom Hundeführer selbst, unter Aufsicht und Anleitung des Ausbildungspersonals, durchgeführt wird. Neben dem Erreichen der höchsten Ausbildungsstufe, die für die Erfüllung der Aufgaben im Dienst notwendig ist, wird der Hund voll in die Familie des Hundeführers integriert und lebt in dessen Wohnverband. Die Familie muss in der Lage sein, im Falle einer Erkrankung des Hundeführers den Hund kurzfristig zu versorgen.
Am Ende seiner Dienstzeit, die je nach Beanspruchung bei ca. zehn Lebensjahren liegt, geht der Militärhund in das Privateigentum des Hundeführers über. Dieser erhält dann vom Militärhundezentrum einen neuen Hund zur Angewöhnung zugewiesen, absolviert mit diesem den nächsten Kurs, und versieht dann wieder Dienst an seiner Dienststelle. Hundeführer und Militärhund bilden demnach eine untrennbare Einheit und werden immer gemeinsam eingesetzt. Die Hundetaufe – das Umhängen der Diensthundemarke – ist der symbolische Akt der Übernahme von Junghunden in den Dienststand des Bundesheeres.
Insgesamt wurden bisher ca. 2000 Hunde registriert, wovon etwa 1500 Rottweiler aus Eigenzucht stammen. Diese Hunderasse bildet etwa 90 % des Gesamthundebestandes. Im Bundesheer gibt es derzeit etwa 250 Militärhunde, davon befinden sich an die 100 im Militärhundezentrum. Darüber hinaus werden auch die Rassen Deutscher Schäferhund, Belgischer Schäferhund, Holländischer Schäferhund, Labrador sowie Jagdhunderassen ausgebildet. Alle im Dienst befindlichen Hunde werden einmal jährlich durch das Militärhundezentrum, einen Veterinärmediziner und einen für militärische Sicherheit zuständigen Offizier überprüft. Dabei wird die Einsatzbereitschaft und der Gesundheitszustand des Hundes beurteilt, aber auch die Kenntnisse des Hundeführers im Wach- und Sicherungsdienst.

## Zentrum und Personal
Das Zentrum besteht aus einem Kommandanten und 33 Bediensteten, darunter 10 Frauen. Dem Militärhundezentrum obliegen insbesondere die Zucht, Aufzucht, Ankauf, Vorausbildung, Unterbringung und Pflege von Militärhunden, Durchführung von Militärhundeführerkursen, Evidenzhaltung der im Stand des Bundesheeres befindlichen Militärhunde, Durchführung der jährlichen kommissionellen Überprüfung aller Militärhunde des Bundesheeres im Zusammenwirken mit dem Kommando Einsatzunterstützung, die Erfüllung von Aufgaben im Bereich der Öffentlichkeitsarbeit, das fachspezifische Berichtswesen, die Mitwirkung bei der Erstellung einschlägiger Richtlinien und Vorschriften, Mitwirkung beim An- und Verkauf von Hunden und beim Personaleinsatz im In- und Ausland, die Wahrnehmung aller versorgungsmäßigen Belange für die in ihrem Bestand befindlichen Militärhunde, die laufende Befassung mit fachlichen Fragen, die sich aus der Haltung, der Abrichtung und der Weiterschulung der Militärhunde ergeben, Durchführung von Sondereinsätzen (Auslandseinsätze, Verbandsübungen, Assistenzeinsätze, …) sowie die Kontaktpflege zu kynologischen Institutionen und Bedarfsträgern.
Neben der Ausbildung der Hunde wird auch der Schulung des Hundeführers größte Bedeutung beigemessen. Bevor ein künftiger Hundeführer mit der Ausbildung beginnen darf, hat er eine 14-tägige Überprüfung über sich ergehen zu lassen. Hier durchläuft er mehrere Stationen, die ihn in die Fütterung, Pflege und Ausbildungsgrundlagen eines Hundes einweisen. Darüber hinaus wird er über 24 Stunden unter Schlafentzug und starker körperlicher Belastung vom Heerespsychologischen Dienst auf seine physische and psychische Belastbarkeit überprüft. Ein Abschlusstest über das Erlernte komplettiert das Programm und entscheidet über die Zulassung zur Teilnahme am Militärhundeführer-Lehrgang. Der Grundkurs für Militärhundeführer im Wach- und Sicherungsdienst dauert zwölf Wochen, die Ausbildung zum Spezialhundeführer weitere drei Monate.
Zur Sicherstellung ihrer Aufgabe als zentrales Kompetenzzentrum für Militärhunde im Bundesheer verfügt das Militärhundezentrum über die Organisationselemente Kommando, Lehrgruppe, Zwingermeister und Futtermeister. Dem Kommando obliegt vor allem die Dienstaufsicht über jenes Fachpersonal, welches die Bereiche Zucht, Aufzucht, Vor- und Ausbildung sowie Haltung der Militärhunde verantwortlich wahrzunehmen hat. Darüber hinaus vertritt es das Militärhundezentrum nach außen, vor allem bei Kommissionen und Besprechungen, beim An- und Verkauf sowie bei der Ausscheidung von Militärhunden und bei der Planung und Durchführung aller kynologischen Aktivitäten. Die Lehrgruppe umfasst das für die Hundeausbildung und Zuchtplanung zuständige Personal, welches die spezielle Lehrtätigkeit im Rahmen der Hundeführerkurse sowie die Veranlassung und Überwachung der Zuchtmaßnahmen wahrnimmt. Dem Zwingermeister obliegt mit seinem Personal die Betreuung, Kontrolle und Instandhaltung der gesamten Zwingeranlagen im Hinblick auf Sicherheit und Funktionalität sowie die Veranlassung der notwendigen tiermedizinischen Maßnahmen. Insbesondere ist er bei der Vorbereitung von Zuchtmaßnahmen, vor allem aber bei der Aufzucht maßgebend. Der Futtermeister ist verantwortlich für die Beschaffung, die Lagerung, die Qualitätskontrolle, den Nachweis, die Gebarung und die Zubereitung der Futtermittel.

## Zukunft
Das Militärhundezentrum in Kaisersteinbruch zählt bei der Zucht von Militärhunden zu den weltweit führenden Institutionen. Bislang bildeten Schutzhunde für Wachaufgaben in der höchsten Sicherungsstufe die Hauptkomponente des heimischen Militärhundewesens. In Zukunft werden Spezialhunde zur Bewältigung komplexer Aufgaben dazu kommen – auch bei Kampfverbänden. In Umsetzung des Einsatzkonzeptes wird der spezialisierte Militärhundeführer zukünftig das Bild österreichischer Einsatzverbände mitgestalten. Erste Schritte in diese Richtung erfolgten bereits mit Militärhunden der Militärstreife, des Jagdkommandos und bei UNDOF sowie mit Einsatzhunden bei KFOR/EUFOR. Im Rahmen der Kräfte für internationale Operationen (KIOP) werden zwei Kaderpräsenz-Hundegruppen aufgestellt. Projekte wie organisationsplanmäßige Rettungshunde für AFDRU, Minensuchhunde für EOD-Teams und Sondereinsatzhunde für das Jagdkommando warten noch auf ihre Umsetzung.

## Sonstiges
Es ist bereits Tradition, dass Taufpaten von Militärhunden aus Vertretern der Politik, Geistlichkeit, Kunst und Kultur gestellt werden, darunter Ex-Verteidigungsminister Norbert Darabos, Burgenlands Ex-Landeshauptmann Hans Niessl und Bundespräsident Alexander Van der Bellen.